# Државни савет Швајцарске
Државни савет Швајцарске (итал. Consiglio nazionale, реторомански. Cussegl naziunal) је највећи дом у швајцарском Парламенту (Бундесхаус), са 200 места. Сваки кантон је једна изборна јединица. Број представника сваке изборне јединице, зависи од броја становника тог кантона. Кантон Цирих, који је највећи кантон у Швајцарској по становништву, има 34 места. Кантон Ури, Обвалден, Нидвалден, Гларус, Апенцел Инероден и Кантон Апенцел Аусероден, са друге стране, имају због нижег становништва, само по једно место. За кантоне са више од једног места користи се сразмерно представљање.
Тренутно има (2005. године.) 53 жене у Државом савету Швајцарске (26,5%).
Сваке четврте године, грађани Швајцарске бирају Државни савет, као и већину швајцарских савета државе. 2003. су гласали 4,6 милиона становника за нови савет.